# Pauline McLynn
Pauline McLynn, född 11 juli 1962 i Sligo, är en irländsk skådespelare och författare.

## Biografi

### Uppväxt
McLynn föddes i Sligo och växte upp i Galway. Hon har två yngre bröder. Hon studerade konstvetenskap och engelska vid Trinity College i Dublin. Under sin studietid var hon aktiv i universitetets teatersällskap.

### Karriär
Mellan 1989 och 1991 medverkade McLynn i radiosketchprogrammet Scrap Saturday, i vilket hon tillsammans med Dermot Morgan, Gerard Stembridge och Owen Roe gjorde satir av Irlands politiska, affärs- och medieetablissemang. Scrap Saturday blev en lyssnarsuccé och när RTÉ valde att lägga ner programmet, möttes beslutet av stort motstånd från landets befolkning.
McLynn fick sitt genombrott i Storbritannien med komediserien Fader Ted, i vilken hon spelade rollen som den åldrade, ihärdiga hushållerskan Mrs Doyle. Då McLynn bara var i trettioårsåldern när hon medverkade i serien, användes smink för att få henne att se betydligt äldre ut. År 1996 tilldelades hon en British Comedy Award för rollprestationen.
År 2005 medverkade McLynn i långfilmen Gypo, en rollinsats för vilken hon hyllades och nominerades till Bästa kvinnliga skådespelare på Irish Film and Television Awards.
Hon har medverkat i en rad panelprogram i radio och TV, såsom Just a Minute, Have I Got News For You och If I Ruled the World.
McLynn har även skrivit och gett ut flera romaner.

### Privatliv
McLynn är sedan 1997 gift med teateragenten Richard Cook.
Hon fick en katolsk uppväxt, men har sedermera uppgett att hon är ateist.
Hon är beskyddare av World Vision Ireland och ordförande i Friends of Innisfree Housing Association. Hon är också beskyddare av LittleHill Animal Rescue & Sanctuary och Birmingham Greyhound Protection.
McLynn är en supporter av Aston Villa FC. McLynn menar att hennes främsta ögonblick som Aston Villa-supporter inträffade när hon såg laget besegra Leeds United i finalen av den Engelska Ligacupen 1996. Hon såg finalen tillsammans med sin Fader Ted-kollega Ardal O'Hanlon, som är Leeds United-supporter.

## Filmografi och radio

### Film och TV
| År        | Titel                               | Roll                                   |
| --------- | ----------------------------------- | -------------------------------------- |
| 1988      | Troubles                            | Hospital Nurse                         |
| 1988      | Commonplaces                        |                                        |
| 1992      | Drömmarnas horisont                 | Prostitute                             |
| 1994      | Family                              | Denise                                 |
| 1994      | Joey's Christmas                    | Joey's Mam                             |
| 1995      | Guiltrip                            | Joan                                   |
| 1995–1998 | Fader Ted                           | Mrs Doyle                              |
| 1996      | My Friend Joe                       | Ms Doyle                               |
| 1996      | It Happened Next Year               | Olika roller                           |
| 1997      | Electricity                         | Lydia Lipp                             |
| 1998      | Ballykissangel                      | Bella Mooney/Mrs Mooney                |
| 1998      | Her Own Rules                       | Constable Williams                     |
| 1999      | Aristokrater                        | Susan Fox-Strangways                   |
| 1999      | Ängeln på sjunde trappsteget        | Aunt Aggie                             |
| 1999      | Dark Ages                           | Agnes                                  |
| 2000      | Nora                                | Miss Kennedy                           |
| 2000      | Quills                              | Mademoiselle Clairwill                 |
| 2000      | When Brendan Met Trudy              | Nuala                                  |
| 2000      | The Most Fertile Man in Ireland     | Maeve                                  |
| 2000      | An Everlasting Piece                | Gerty                                  |
| 2000–2002 | TV to Go                            | Olika roller                           |
| 2001      | Iris                                | Maureen                                |
| 2001      | Black Day at Black Rock             | Grace                                  |
| 2002      | Gina and Stella                     | Gina                                   |
| 2002      | Ett fall för Dalziel & Pascoe       | Dr Kirsty Urquhart                     |
| 2003      | The Return                          | Laura Dunmore                          |
| 2004      | French & Saunders                   | Enthusiastic Fan                       |
| 2004      | Animated Tales of the World         | Röstroll                               |
| 2005      | The Island of Inis Cool             |                                        |
| 2005      | Gypo                                | Helen                                  |
| 2005      | O                                   | Anne                                   |
| 2005      | Heidi                               | Aunt Detie                             |
| 2006–2009 | Jam & Jerusalem                     | Tippi Haddem                           |
| 2007      | High Hopes                          | Esmeralda                              |
| 2007      | Bremner, Bird and Fortune           |                                        |
| 2009      | Demons                              | Karen Speedwell                        |
| 2009      | Hell's Pavement                     | Joan O'Connor                          |
| 2009      | The Calling                         | Sister Hilda                           |
| 2010–2011 | Shameless                           | Libby Croker                           |
| 2011      | First Confession                    | Miss Ryan                              |
| 2011      | The Bleak Old Shop of Stuff         | Maggoty                                |
| 2011–2012 | Threesome                           | Lorraine                               |
| 2013      | Common Ground                       | Peggy The Homeless Lady                |
| 2013      | Father Figure                       | Mary Whyte                             |
| 2013–2014 | Pramface                            | Evelyn                                 |
| 2014      | Noble                               | Mother Superior                        |
| 2014–2015 | Eastenders                          | Yvonne Cotton                          |
| 2014–2019 | GameFace                            | Mum                                    |
| 2014–2019 | Bing                                | Gilly (röst)                           |
| 2016      | The Complete Walk: Henry VIII       | Old Lady                               |
| 2016      | The Secret Scripture                | Anne McCartney                         |
| 2017      | Transformers: The Last Knight       | Female Reseacher                       |
| 2017–2019 | Drop Dead Weird                     | Bunni                                  |
| 2018      | Dave Allen at Peace                 | Sister Mary                            |
| 2018      | Captain Morten and the Spider Queen | Aunt Annabelle/The Spider Queen (röst) |
| 2018      | Johnny English Strikes Again        | Mrs Trattner                           |
| 2018      | Trollied                            | Pat O'Banton                           |
| 2019      | A Girl from Mogadishu               | Social Worker                          |
| 2019      | Making Noise Quietly                | Mildred                                |
| 2020      | The Young Offenders                 | Psychologist                           |
| 2020      | Out!                                | Joan                                   |
| 2021      | Deadly Cuts                         | Shelley Sherlock                       |
| 2021      | Riverdance: Det animerade äventyret | Grandma (röst)                         |
| 2021      | Inside No. 9                        | Oona                                   |
| 2021      | Last Night in Soho                  | Carol                                  |
| 2021      | Tyst vittne                         | Mary Thorpe                            |
| 2022      | Doctor Who                          | Mary                                   |
| 2022      | Holding                             | Eileen O'Driscoll                      |
| 2022      | Rosie Molloy Gives Up Everything    | Win Molloy                             |
| 2023      | The Inheritance                     | Jenny Roche                            |

### Radio och podcasts
| År        | Titel                 | Roll             |
| --------- | --------------------- | ---------------- |
| 1989–1991 | Scrap Saturday        | Olika roller     |
| 2016      | Tracks                | Mrs Moore        |
| 2018      | Alien: Sea of Sorrows | Colleen O'Rourke |